# 奧希金斯公園
奥希金斯公园（西班牙語：Parque O'Higgins），前稱庫西尼奥公園（西班牙語：Parque Cousiño）是位於智利首都圣地亚哥聖地亞哥市鎮的一座城市公園。并毗邻同名的地鐵車站。原为智利众议员路易斯·库西尼奥的私人宅邸，后来被库西尼奥捐赠给智利政府，成为公园，1972年易为今名，以纪念智利共和国的缔造者之一的贝尔纳多·奥希金斯。

## 历史

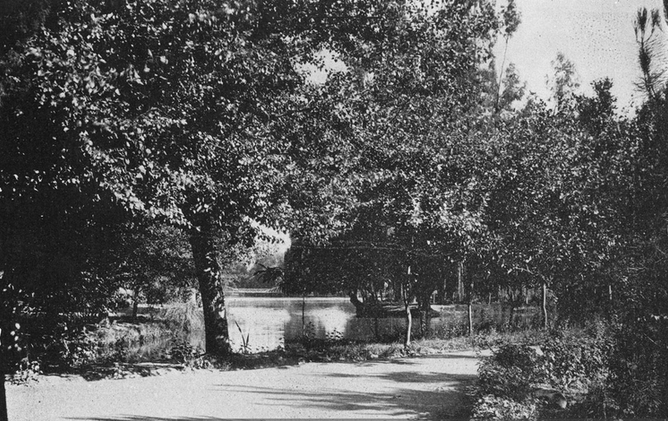
库西尼奥公园，摄于1910年

奥希金斯公园所在地原名潘皮亞（Pampilla），又名亚诺（Llano），是圣地亚哥一处人烟稀少的荒地:37，1841年，潘皮亞一带成为公共空间并随即更名为戰神廣場（Campo de Marte），当时，智利政府每逢国庆日都会在当地举办阅兵仪式；与此同时，商人马蒂亚斯·库西尼奥在智利透过煤炭與谷物交易致富，1863年逝世后，他的儿子路易斯·库西尼奥继承了父亲的家产并在圣地亚哥建造了自己的别墅與花园。1870年，路易斯决定向圣地亚哥市府捐赠自家的土地，他也得到了戰神廣場的土地及附近街道的使用权，并邀请法国景观设计师纪尧姆·雷纳前来设计公园，工期三年:47-48，1872年，本哈明·比库尼亚就任圣地亚哥市长后，决定扩大城市绿化面积，增建公园，在路易斯修筑公园期间，比库尼亚亦给予了支持:42-43，1873年，公园落成并得名庫西尼奥公園，以纪念库西尼奥家族的贡献。
1956年，为了迎接1959年在圣地亚哥举办的世界籃球錦標賽，建筑师马里奥·雷科尔东在库西尼奥公园內设计建造了大都会室内体育场（Estadio Cubierto Metropolitano），此即移动之星竞技场的前身。1962年，中国花园在库西尼奥公园东南隅落成，但因为年久失修，缺乏保养，当时的公园已经成为街友与罪犯的巢穴，1971年，为了彰显爱国精神，时任总统阿连德决定将库西尼奥公园改名为“奥希金斯公园”，1972年正式更名，以向贝尔纳多·奥希金斯致敬:99，他同时也试图改善公园的功能，增加绿地面积以及休闲场所，为此，米利安·比奇、劳尔·布尔内斯、约兰达·施瓦茨、卡洛斯·马特纳尔、佩德罗·索托等设计师组成的建设团队對公园进行了大规模整修，在公园的四周加装了围栏，并种植了约20,000棵新树木、灌木，拓宽了公园湖泊，并在院内兴建普埃布利托中心（Pueblito），里面有各种餐馆及文化中心，以备民众休闲之需。1978年，幻想世界游乐园亦在公园的西北角落成。
1992年，达赖喇嘛丹增嘉措首次访问智利之际，“西藏花园”（Jardín del Tíbet）也在园内落成。2003年，中华人民共和国政府捐助2万美元，修复了中国花园內的凉亭、牌坊和拱桥，不过花园直到2019年才對民众开放。

## 现况

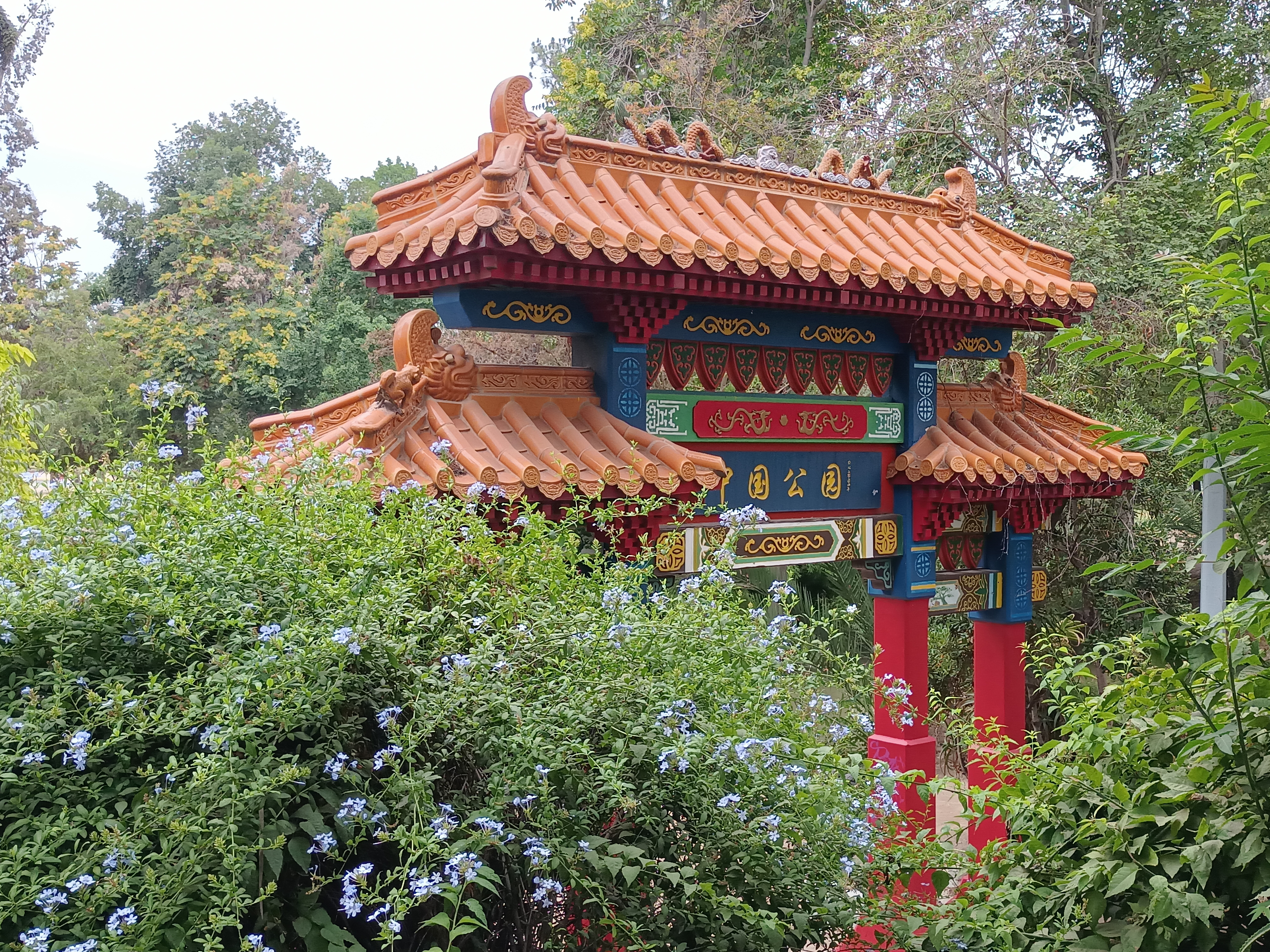
位于奥希金斯公园內的牌坊

奥希金斯公园位于圣地亚哥市中心，是该市第三大公园，占地约80公顷。仅次于占地700公顷的圣地亚哥大都会公园以及占地120公顷的乌尔塔多神父纪念公园。公园整体位于博舍夫路（Avenida Beauchef）、别尔路（Avenida Viel）、塔珀路（Tupper）、龍迪佐尼路（Rondizzoni）之间，移动之星竞技场、幻想世界游乐园皆位在公园中。與公园同名的地鐵車站则位于公园东侧。贝尔纳多·奥希金斯大学的校址也在公园别尔路一侧。始建于1962年的中国花园位于该公园的东南角的湖畔，具有典型的中國園林特色。西藏花园则位于公园的中南隅，自1992年落成后一直对外开放。教宗方济各2018年访问智利期间，曾在公园內举办弥撒。